# Аалтонен, Вилле
Ви́лле А́алтонен (род. 17 мая 1979, Пори, Финляндия) — финский хоккеист с мячом, чемпион мира.

## Карьера
Аалтонен считается универсальным полевым игроком, так как в разных клубах его использовали на разных позициях.
После семи сезонов на родине, он перебрался в Швецию, где выступал за Юсдаль и «Болльнес». В 2007 году на один сезон оказался в красногорском «Зорком», но по окончании сезона вернулся в «Болльнес», где два сезона подряд останавливался в шаге от победы в Элитсерии.
С 2001 года привлекается в сборную Финляндии, в составе которой стал чемпионом мира в 2004 году. С 2009 года является капитаном национальной команды.
Младший брат Вилле — Юсси Аалтонен выступает в Аллсвенскан, втором по силе дивизионе Чемпионата Швеции.

## Достижения
Чемпионат мира
- Чемпион мира 2004
- Вице-чемпион мира 2011, 2016
- Бронзовый призёр 2001, 2006, 2007, 2008, 2009

Чемпионат Финляндии
- Чемпион Финляндии 1999
- Бронзовый призёр чемпионата Финляндии  1998, 2002

Чемпионат Швеции
- Вице-чемпион Швеции 2010, 2011, 2017

Чемпионат России
- Вице-чемпион России 2008

Прочие
- Обладатель Кубка Мира 2005, 2019
- Лучший хоккеист Финляндии 2009, 2010